# X Marks the Spot (film 1931)
X Marks the Spot è un film del 1931 diretto da Erle C. Kenton.

## Produzione
Il film fu prodotto dalla Tiffany Productions.

## Distribuzione
Il copyright del film, richiesto dalla Tiffany Productions of California, Inc., fu registrato il 29 novembre 1931 con il numero LP3166.
Il film uscì nelle sale cinematografiche USA il 13 dicembre 1931.